# 塞韋里尼夫卡 (日梅林卡區)
49°3′4″N 27°56′45″E / 49.05111°N 27.94583°E

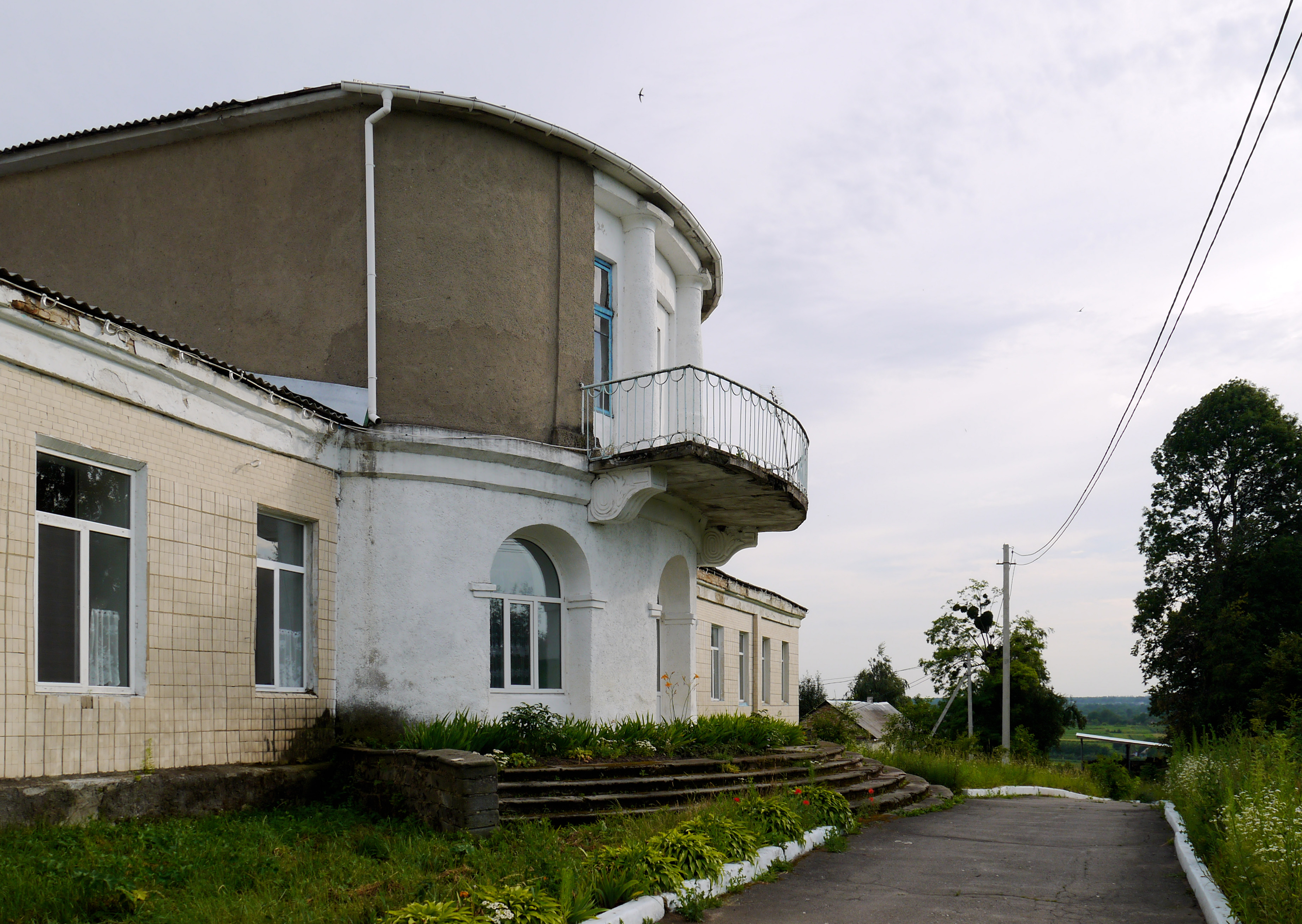
庄园建筑

塞韋里尼夫卡（烏克蘭語：Северинівка）是位於烏克蘭西南部的村莊，由文尼察州日梅林卡區的塞韋里尼夫卡市鎮負責管轄。該村始建於1800年，面積2.4平方公里，海拔高度305米，2001年人口1,800，人口密度每平方公里750人。